# 顿巴斯营
烏克蘭國民警衛隊「頓巴斯」第2特種作戰支隊（羅馬化：2-i batalion spetsialnoho pryznachennia NHU "Donbas"），簡稱頓巴斯營，是烏克蘭國民警衛隊的一個單位，隸屬於烏克蘭內政部，總部設在北頓涅茨克。在俄羅斯佔領克里米亞並可能入侵烏克蘭內陸之後，谢苗·谢缅琴科於2014年創建了一個名為頓巴斯營的志願部隊。該單位的組建始於2014年烏克蘭親俄騷亂期間。該單位由来自顿巴斯的讲俄语的乌克兰人和俄羅斯人组成，他们反对烏克蘭東部的兩個俄羅斯傀儡政權（頓涅茨克及盧甘斯克人民共和國）從烏克蘭分裂出去。該單位最初是作為一支獨立部隊組建的，但此後完全融入國民警衛隊，成為國民警衛隊第15團的第2特種作戰營「頓巴斯」。2022年3月20日，俄羅斯國防部聲稱已將「頓巴斯」營“徹底擊潰”。